# Yassir Eric

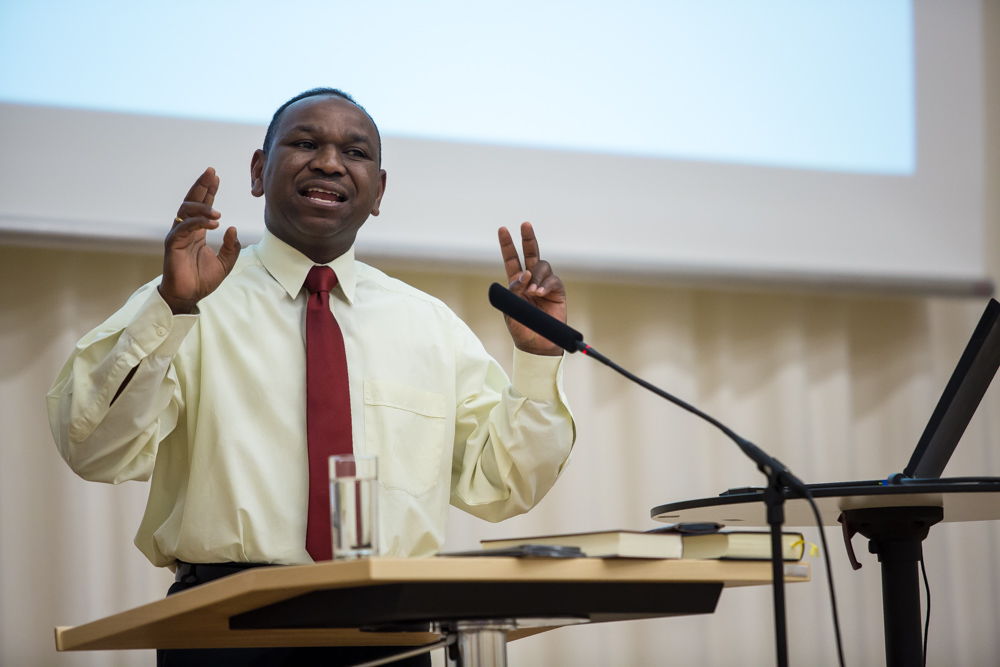
Yassir Eric 2013

Yassir Eric (* 1972 in al-Ubayyid, Sudan) ist ein sudanesischer evangelischer Theologe, Leiter des Europäischen Institutes für Migration, Integration und Islamthemen an der Akademie für Weltmission (AWM) und Bischof der weltweiten Communio Messianica.

## Leben und Wirken
Yassir Eric wuchs nahe Khartum auf, stammt aus einer muslimischen und politisch einflussreichen Familie im Sudan und war früher ein islamischer Extremist. Ab dem Alter von acht Jahren besuchte er eine Koranschule und wurde zusehends radikalisiert. Nach vielen Gefängnisaufenthalten bekam sein Leben mit 18 Jahren eine Wende, als er erlebte, wie durch Gebete christlicher Männer einer seiner Cousins Heilung erlebte, was ihn sehr beeindruckte. Das veranlasste ihn, zum christlichen Glauben zu konvertieren und sich taufen zu lassen, worauf er 1995 das Land verlassen musste, da er von seiner Familie verstoßen wurde.
In Kenia studierte er evangelische Theologie, wo er auch seine spätere Frau Maren, die aus Bernloch stammt, kennenlernte. 1999 siedelte er mit seiner Familie nach Deutschland über. Er studierte sowohl an der Evangelischen Hochschule in Ludwigsburg Religionspädagogik als auch Missiologie an der Columbia International University in den USA und erlangte an der AWM in Korntal den Grad eines M.A. An der Ruprecht-Karls-Universität Heidelberg erlangte er den M.A. Ev. Theologie und promovierte 2021 an der Kirchlichen Hochschule Wuppertal. Als Diakon hat er in christlich-arabischen Migrantengemeinden in Baden-Württemberg gearbeitet. Seit 2013 leitet er das Europäische Institut für Migration, Integration und Islamthemen an der AWM.
Eric war zudem von 2020 bis 2024 Leiter der Communio Messianica (CM), einer internationalen kirchlichen Bewegung für Konvertiten, und betreut weltweit Christen mit muslimischem Hintergrund. 2024 gab es nach Schätzungen etwa 1,5 Millionen an „Muslim Background Believers“ in rund 80 Ländern, denen es oft schwerfällt, sich in orientalische Kirchen zu integrieren. 2024 wurde er in der Kathedrale der Heiligen Dreifaltigkeit in Kigali durch den anglikanischen Erzbischof von Ruanda, Laurent Mbanda, als erster Bischof der Communio Messianica eingesetzt.
Er ist als Seelsorger und Referent sowie als Berater der deutschen Bundesregierung tätig. Als Redner ist er in Deutschland, Europa und im Mittleren Osten unterwegs, schult Mitarbeiter, vernetzt die Konvertiten vor Ort und tauft Muslime, für die der Schritt schwerwiegende Folgen haben kann. Ab 2013 gehörte er dem Arbeitskreis Islam der Deutschen Evangelischen Allianz an und wurde 2019 in deren Hauptvorstand gewählt. 2021 war er Hauptredner bei ProChrist.

## Auszeichnungen
- 2020: Hoffnungsträger-Preis der Apis[13]

## Veröffentlichungen
- Hass gelernt, Liebe erfahren. Vom Islamisten zum Brückenbauer. Gerth Medien, Aßlar 2017, ISBN 978-3-86334-177-0; Aktualisierte Neuauflage: Adeo, Aßlar 2023, ISBN 978-3-86334-378-1.
- Imām der Prediger: der Gelehrte und TV-Prediger Muḥammad Mutawallī al-Shaʿrāwī und die Islamisierung Ägyptens im 20. Jahrhundert (zugl. Dissertation Kirchliche Hochschule Wuppertal/Bethel, 2021). Lit Verlag, Münster 2023, ISBN 978-3-643-15052-3.
- Wir müssen reden, bevor es zu spät ist. Über radikalen Islam, Integration und unsere Ideale. bene! Verlag, München 2022, ISBN 978-3-96340-124-4.